# Tijdlijn van de geschiedenis van de Verenigde Staten
Dit artikel geeft een overzicht van de geschiedenis van de Verenigde Staten in een beknopte tijdlijn.
Voor 1600
- circa 17.000 v.Chr. (?): Indianen trekken naar Amerika
- 1497: John Cabot gaat op zoek naar een westelijke route naar Indië
- 1524: Giovanni da Verrazzano verkent de kust van Florida tot Nova Scotia

17e eeuw
- 1607: Eerste permanente Engelse nederzetting in Virginia
- 1609-1610: Kolonie in Virginia wordt bijna weggevaagd door voedseltekort
- 1618: Een Nederlands handelsschip brengt de eerste 20 zwarte slaven naar Virginia
- 1620: Landing van de Mayflower, vestiging van de Plymouth Colony
- 1624: Vestiging van Nieuw-Nederland
- 1637: De koloniën Massachusetts en Plymouth breken door een bloedige oorlog de macht van de Pequot (de Pequot Oorlog).
- 1664: Britten veroveren Nieuw Amsterdam
- 1692: Heksenprocessen van Salem

18e eeuw
- 1770: Bloedbad van Boston
- 1773: Boston Tea Party is het eerste verzet tegen de Engelse koning George III
- 1775: Onafhankelijkheidsoorlog
- 1776: Onafhankelijkheidsverklaring
- 1783: Vrede van Parijs, Britten accepteren onafhankelijkheid VS
- 1789: Amerikaanse grondwet wordt aangenomen

19e eeuw
- 1803: Louisiana Purchase, de VS kopen Louisiana van Frankrijk
- 1812-1815: Oorlog van 1812 tegen Groot-Brittannië
- 1846-1848: De VS winnen de Mexicaans-Amerikaanse oorlog
- 1861-1865: De Unie wint de Amerikaanse Burgeroorlog
- 1865: Moord op president Lincoln
- 1865: Grondwetswijziging eindigt slavernij
- 1890: Bloedbad van Wounded Knee
- 1898: De VS worden koloniale macht na overwinning in de Spaans-Amerikaanse Oorlog

20e eeuw
- 1917: De VS mengen zich in de Eerste Wereldoorlog
- 1929: Beurscrash leidt tot Grote Depressie
- 1941: Aanval op Pearl Harbor, de VS raken betrokken bij de Tweede Wereldoorlog
- 1945: Atoombommen op Hiroshima en Nagasaki, einde Tweede Wereldoorlog
- 1950-1953: Koreaoorlog
- 1954: De CIA organiseert een staatsgreep in Guatemala tegen de democratisch verkozen president Arbenz, om de belangen van United Fruit Company veilig te stellen
- 1961-1974: Vietnamoorlog
- 1962: Cubacrisis
- 1963: Moord op president Kennedy
- 1964: Civil Rights Act van 1964: rassenscheiding afgeschaft
- 1968: Moord op Martin Luther King
- 1969: Neil Armstrong is eerste mens op de maan.
- 1970: Kent State-bloedbad
- 1974: Watergate leidt tot aftreden president Nixon
- 1986: Iran-Contra-affaire brengt geheime Amerikaanse bewapening van Iran en de Nicaraguaanse contra's aan het licht
- 1990-1991: Golfoorlog; Ook einde Koude Oorlog

21e eeuw
- 2001: Terroristische aanslagen in New York en Washington.
- 2001: Tweede strijd tegen terrorisme
- 2001: Invasie in Afghanistan
- 2003: Oorlog tegen Irak
- 2019: corona nog niks
- 2020: corona aan de macht
- 2021: corona met 1839 slachtoffers per dag